# 慧超
慧超（704年—783年，梵語法名Prajñā-vikrama），朝鮮半島統一新羅時代僧人，早年来华，后去印度诸国取经，返回中国后留有著作《往五天竺国传》，因此也被视为唐朝僧人。

## 生平
719年，慧超十六歲，在唐朝广州被佛教密宗大师金刚智收为出家弟子。723年，慧超前往印度诸国巡礼，先到东印度，再往中印度、南印度、西印度、北印度，然后前往波斯、大食、大拂临、突厥，经葱岭、疏勒、龟兹、于阗，在727年抵达安西，再经焉耆回到长安，期間見聞著有《往五天竺国传》，後世散佚，20世紀初於敦煌發現殘卷。慧超回到长安後繼續在大薦福寺金刚智座下学习，金剛智圓寂後，又跟隨不空法師（705年—774年）學習，并开始翻译《大乘瑜伽金刚性海曼殊利室利千臂千钵大教王经》，780年在五台山将此经译完。一說783年圓寂，現代研究認為他於787年去世。
《唐高僧傳》中有慧超傳。